# Zbór Kościoła Chrześcijan Baptystów w Krynicy-Zdroju
Zbór Kościoła Chrześcijan Baptystów w Krynicy-Zdroju – zbór Kościoła Chrześcijan Baptystów znajdujący się w Krynicy-Zdroju, przy ulicy Polnej 9.
Nabożeństwa odbywają się w każdą niedzielę o godzinie 10:00 i czwartek o godzinie 18:00.